# Harold Koontz
Harold D. (Howdy) Koontz (19 de mayo de 1909-11 de febrero de 1984) fue un teórico organizacional estadounidense, profesor de administración de empresas en la Universidad de California en Los Ángeles y consultor de muchas de las organizaciones empresariales más grandes de Estados Unidos. Koontz es coautor del libro Principles of Management con Cyril J. O'Donnell; el libro ha vendido alrededor de dos millones de copias y ha sido traducido a 15 idiomas.

## Biografía
Koontz nació en..... 1909 en Findlay, Ohio, su padre fue Joseph Darius y su madre Harriett (Dillinger) Koontz. Obtuvo su bachiller en letras de Oberlin College, su Maestría en Administración de Empresas en Northwestern University en 1931 y su doctorado de Yale University en 1935.
Koontz había comenzado su carrera académica como instructor en administración de empresas en la Universidad Duke en el ciclo 1933-34. Al ciclo siguiente, 1934-35, fue profesor de contabilidad y transparencia en la Universidad de Toledo. Después de su graduación en 1935 fue profesor asistente de economía en la Universidad Colgate hasta 1942.
En la Segunda Guerra Mundial se desempeñó como jefe de tráfico en la Junta de Producción de Guerra en Washington desde 1942 hasta 1944. Posteriormente se trasladó a la industria para convertirse en asistente del director presidente de planificación en Trans World Airlines desde 1945 hasta 1948. Después de otros dos años como director de ventas comerciales en Consolidated Vultee Aircraft Corporation, regresó al mundo académico. En 1950 fue nombrado profesor de administración de empresas en la Universidad de California, Los Ángeles, donde en 1962 se convirtió en profesor de administración de Mead Johnson.
Koontz recibió el premio Mead Johnson en 1962; el premio de la Universidad de la Fuerza Aérea de la USAF en 1971; el premio Taylor Key en 1974; y el premio Fort Findlay en 1975. Koontz murió a los 75 años el 11 de febrero de 1984, tras sufrir artritis.
El enfoque de Koontz para la administración fue las relaciones humanas. Su consejo más conocido es "manage-men-t" donde la "t" significa "tactfully", en español se traduciría como "administra a los hombres con tacto".
La definición de la administración por H. Koontz es: "La administración es un arte de hacer las cosas a través de y con las personas en un grupo organizado formalmente".

## Publicaciones Seleccionadas
- Harold D. Koontz, Edgar S. Furniss. Control gubernamental de las empresas. 1941; 2013.
- Harold Koontz y Cyril O'Donnell . Principios de la Gestión; Un análisis de las funciones gerenciales. 1955; 1968; 1972; 1976.
- Harold Koontz y R. W Gable. Control público de la empresa privada, 1956.
- Harold Koontz. Readings in Management, 1959.
- Harold Koontz. Requisitos para la educación básica y profesional para la gestión, 1964.
- Harold Koontz. Administración; Un libro de lecturas, cuarta edición, 1976.
- Koontz, Harold, Cyril O'donnell y John Halff. Gestión: Un análisis de sistemas y contingencias de las funciones de gestión. 1976.
- Koontz, Harold, Cyril O'Donnell y Heinz Weihrich. Fundamentos de la gestión. McGraw-Hill, 1986; Educación de Tata McGraw-Hill, 2010.
- Weihrich, Heinz y Harold Koontz. Gestión: una perspectiva global. Tata McGraw-Hill, 2005.

Artículos, una selección
- Harold Koontz, "The Management Theory Jungle", Journal of the Academy of Management, 4 (diciembre de 1961), págs. 174–188.
- Harold Koontz, "The Management Theory Jungle Revisited", Academy of Management Review 5 (abril de 1980), págs. 175–187.